# Joe Bennett
Joe Bennett (Rochdale, 28 marzo 1990) è un calciatore inglese, difensore dell'Oxford Utd.

## Caratteristiche tecniche
É un terzino sinistro.

## Carriera

### Club

#### Middlesbrough
Nato e cresciuto a Rochdale, firma il suo primo contratto da professionista con il Middlesbrough prima dell'inizio della stagione 2008-2009.

#### Aston Villa
Viene poi acquisito dall'Aston Villa, che il 29 agosto 2012 lo acquista per 3,15 milioni di euro.

### Nazionale
Ha fatto tutta la trafila delle nazionali giovanili inglesi, passando dall'Under-19, dall'Under-20 e dall'Under-21.

## Palmarès

### Club

#### Competizioni nazionali
- Football League One: 1

Wigan: 2021-2022